# Strandhafer
Strandhafer (Ammophila) ist eine Pflanzengattung aus der Familie der Süßgräser (Poaceae). Die Gattung wird heute von manchen Autoren zu Calamagrostis gestellt. Der Name Ammophila ist aber auch der Name einer Sandwespe aus der Familie der Grabwespen (Sphecidae).

## Beschreibung
Die Arten der Gattung Strandhafer sind rhizombildende, ausdauernde krautige Pflanzen mit Wuchshöhen zwischen 20 und etwa 130 Zentimetern. Die Halmknoten sind kahl. Die scharf zugespitzten, blau-grünen Blattspreiten sind lang und schmal mit etwa 2 bis 5 Millimeter Breite und meist eingerollt. Die häutigen Blatthäutchen (Ligulae) sind nicht gefranst, nicht gestutzt und etwa 1 bis 30 Millimeter lang.

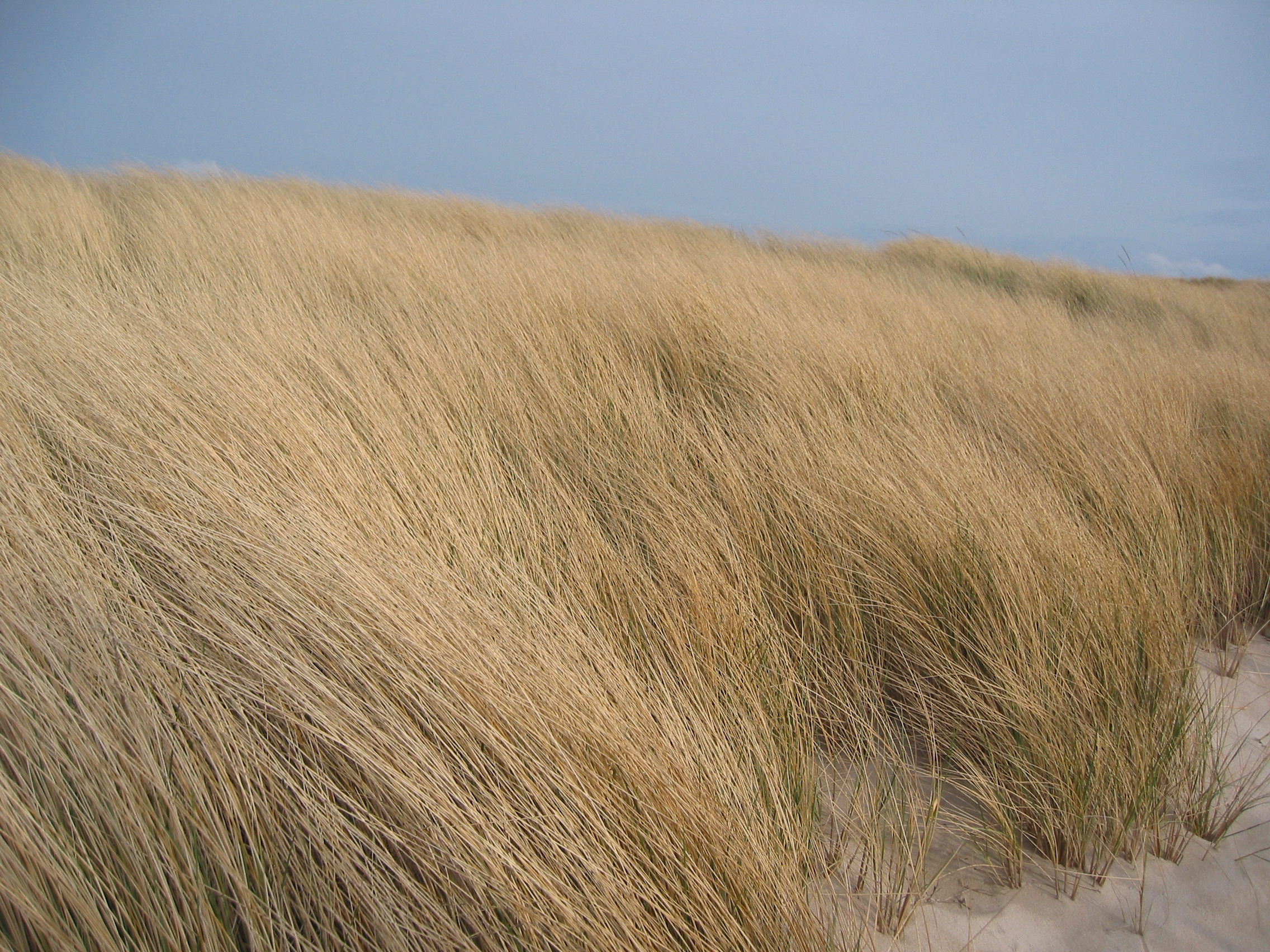
Strandhafer auf einer Düne auf Sylt

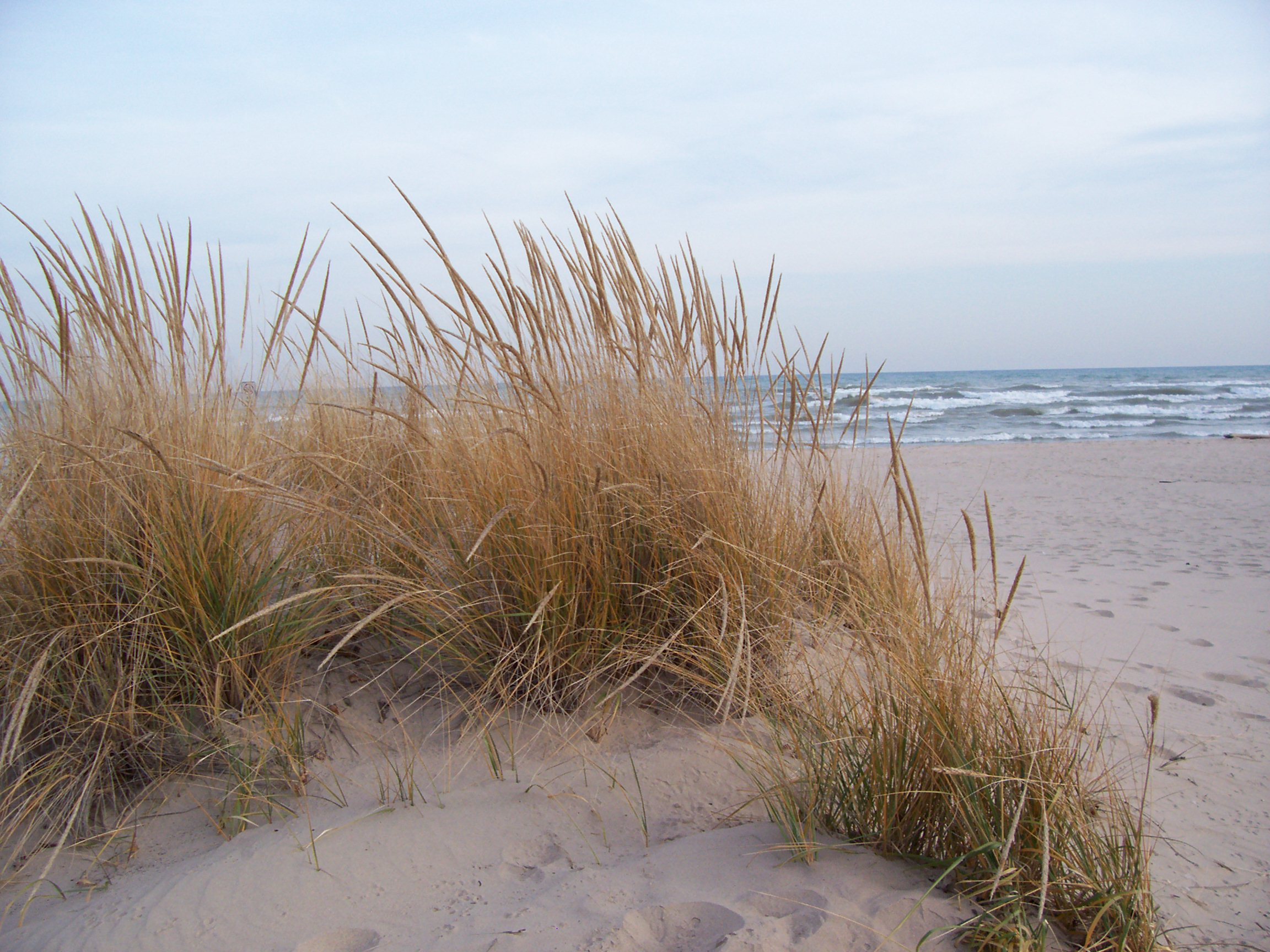
Amerikanischer Strandhafer (Ammophila breviligulata)

Der Blütenstand ist eine kompakte Rispe, die bis zu 30 Zentimeter Länge erreichen kann. Sie ist allseitswendig und zusammengezogen. Die behaarten Ährchen sind 9 bis 15 Millimeter lang und auf dem Rücken abgeflacht. Die zwei zugespitzten und grannenlosen Hüllspelze der zwittrigen Einzelblüten sind mehr oder weniger gleich gestaltet und ragen aus den Deckspelzen hervor. Die untere Hüllspelze ist einnervig, die obere ist ein- bis dreinervig. Die unbehaarten, drei- bis fünfnervigen Deckspelzen sind begrannt. Die Grannen sind nicht geknickt. Die ungekielten Vorspelzen sind meist viernervig und relativ lang. Die Blüten verfügen über drei zwischen 4 und 5 Millimeter lange Staubblätter und zwei Narben. Die Fruchtknoten sind kahl. Die mittelgroßen, eiförmigen Früchte (Karyopsen) sind längs gerillt und etwas abgeflacht. Die Blütezeit ist von Mai bis Juli.

## Verbreitung
Die Gattung kommt mit drei Arten an den Küsten des Atlantiks und seiner Nebenmeere in Europa, Nordafrika und Nordamerika vor, ist aber auch in Australien und auf Hawaii eingebürgert.

## Arten
- Gewöhnlicher Strandhafer (Ammophila arenaria (L.) Link, Syn. Calamagrostis arenaria (L.) Roth), kommt an der Atlantikküste Europas einschließlich Nord- und Ostsee und im Mittelmeerraum vor und ist in Nordamerika, in Australien und in Hawaii eingebürgert. Es werden zwei Unterarten unterschieden:  
  - Ammophila arenaria subsp. arenaria, kommt an der Atlantikküste im nördlichen und westlichen Europa südwärts bis Spanien vor.[2]
  - Ammophila arenaria subsp. australis (Mabille) M.Laínz, kommt im Mittelmeerraum bis Rumänien und auf den Kanarischen Inseln vor.[1]
- Amerikanischer Strandhafer (Ammophila breviligulata Fernald, Syn.: Calamagrostis breviligulata (Fernald) Saarela), kommt an der Atlantikküste Nordamerikas von Neufundland bis North Carolina und an den Großen Seen vor.[3]
- Ammophila champlainensis F. Seym. (Syn.: Calamagrostis breviligulata subsp. champlainensis (F.Seym.) Saarela): Sie kommt in der nordöstlichen USA in den Bundesstaaten Maine, Massachusetts, New York und Vermont vor.[1]